# Bioresmethrin
Bioresmethrin ist ein Wirkstoff zum Pflanzenschutz und eine chemische Verbindung aus der Gruppe der Pyrethroide (genauer ein Ester der Chrysanthemumsäure) und einer der beiden stereoisomeren Bestandteile von Resmethrin.
Es wurde in den 1960er Jahren von der Gruppe von Michael Elliott (Rothamsted Research) entwickelt.

## Gewinnung und Darstellung
Bioresmethrin kann aus Chrysanthemumsäure und 5-Benzyl-3-hydroxy-furan gewonnen werden.

## Eigenschaften
Bioresmethrin ist ein brennbarer farbloser lichtempfindlicher Feststoff, welcher praktisch unlöslich in Wasser ist. Er zersetzt sich ab einer Temperatur über 180 °C. Das technische Produkt liegt in Form einer gelben Paste, Wachs oder hochviskösen Flüssigkeit vor.

## Verwendung
Bioresmethrin wird als Insektizid und Insekten-Wachstumsregulator verwendet.

## Zulassung
In Deutschland, Österreich und der Schweiz ist zurzeit kein Pflanzenschutzmittel zugelassen, das diesen Wirkstoff enthält.
Für den Einsatz als Biozid wurde Bioresmethrin noch 2007 im Anhang I zur EG-Verordnung 1451/2007 als zugelassener „alter Wirkstoff“ aufgeführt. Damit war die Auflage verbunden, an einem Bewertungsverfahren teilzunehmen.
Die Substanz wurde allerdings aus diesem Review-Programm zurückgezogen und darf heute innerhalb der EU nicht mehr als Biozid verwendet werden. Ein Anwendungsfall von Bioresmethrin war die Bekämpfung von Motten und Brotkäfern in Lebensmittellagern.